# Horst Adler
Horst Adler (* 28. April 1941 in Wien) ist ein österreichischer Prähistoriker.
Horst Adler war nach dem Studium der Ur- und Frühgeschichte an der Universität Wien bei Richard Pittioni im Bundesdenkmalamt Wien – zuletzt als Oberrat – tätig. Er war von 1966 bis 2003 für die Herausgabe der Fachzeitschrift Fundberichte aus Österreich verantwortlich. Daneben führte er Fundbergungen und Plangrabungen durch. Bekannt wurde er in den Siebzigerjahren vor allem durch die Erforschung einer ausgedehnten Germanensiedlung bei Bernhardsthal im Weinviertel.
Adler publizierte hauptsächlich zur Frühgeschichte Österreichs, nahm aber auch zu vielen urgeschichtlichen Hinterlassenschaften Ober- und Niederösterreichs Stellung. Im Jahre 1977 war er maßgeblich beteiligt an der Ausstellung des Niederösterreichischen Landesmuseum (Museum für Urgeschichte) in Asparn an der Zaya „Germanen, Awaren, Slawen in Niederösterreich. Das erste Jahrtausend nach Christus“. Dazu verfasste er auch Katalogbeiträge.

## Schriften (Auswahl)
- Das urgeschichtliche Gräberfeld Linz-St. Peter. Teil 1: Materialvorlage (= Linzer archäologische Forschungen. 2, ZDB-ID 521657-6). Stadtmuseum, Linz 1965.
- Das urgeschichtliche Gräberfeld Linz-St. Peter. Teil 2: Die frühe Bronzezeit (= Linzer archäologische Forschungen. 3). Stadtmuseum, Linz 1967.
- Eine germanische Siedlung der Römischen Kaiserzeit in Bernhardsthal. In: Fundberichte aus Österreich. 14, 1975, ISSN 0429-8926, S. 7–14.
- Ein germanisches Körpergrab der Römischen Kaiserzeit in Neuruppersdorf. In: Fundberichte aus Österreich. 14, 1975, S. 15–26.
- Ein germanisches Wirtschaftsgebäude aus der Römischen Kaiserzeit. In: Fundberichte aus Österreich. 15, 1976, S. 9–18.
- Zur Datierung einiger Beinkämme aus der Römischen Kaiserzeit in Bernhardsthal. In: Fundberichte aus Österreich. 15, 1976, S. 19–18.
- Das „feld“ bei Paulus Diaconus. In: Herbert Mitscha-Märheim, Herwig Friesinger, Helga Kerchler (Hrsg.): Festschrift für Richard Pittioni zum siebzigsten Geburtstag. Band 2: Industriearchäologie und Metalltechnologie. Römerzeit, Frühgeschichte und Mittelalter, Sonstiges (= Archaeologia Austriaca. Beiheft. 14, ISSN 0570-6025). Deuticke, Wien 1976, ISBN 3-7005-4421-9, S. 256–262.
- mit Herwig Friesinger: Die Zeit der Völkerwanderung in Niederösterreich (= Wissenschaftliche Schriftenreihe Niederösterreich. 41/42). Verlag Niederösterreichisches Pressehaus, St. Pölten u. a. 1979, ISBN 3-85326-530-8.
- mit Helmut Hundsbichler: Eine spätmittelalterliche Wassermühle an der Thaya bei Rabensburg. In: Fundberichte aus Österreich. 19, 1981, S. 9–54.